# 朱张才
朱张才（1949年1月—），男，汉族，浙江上虞人，中华人民共和国政治人物，曾任江西省政协副主席，第九届全国人大代表。